# Ethan Allen Brown
Ethan Allen Brown foi um político estadunidense de Ohio, exercendo como governador desse estado. Foi encarregado de negócios (equivalente a embaixador) do Brasil entre 1830 e 1834.